# Agelena
Agelena is een geslacht van spinnen uit de  familie van de Agelenidae (trechterspinnen).

## Soorten
- Agelena agelenoides (Walckenaer, 1842)
- Agelena annulipedella Strand, 1913
- Agelena atlantea Fage, 1938
- Agelena australis Simon, 1896
- Agelena babai Tanikawa, 2005
- Agelena barunae Tikader, 1970
- Agelena bifida Wang, 1997
- Agelena borbonica Vinson, 1863
- Agelena canariensis Lucas, 1838
- Agelena chayu Zhang, Zhu & Song, 2005
- Agelena choi Paik, 1965
- Agelena consociata Denis, 1965
- Agelena cuspidata Zhang, Zhu & Song, 2005
- Agelena doris Hogg, 1922
- Agelena dubiosa Strand, 1908
- Agelena fagei Caporiacco, 1949
- Agelena funerea Simon, 1909
- Agelena gaerdesi Roewer, 1955
- Agelena gautami Tikader, 1962
- Agelena gomerensis Wunderlich, 1992
- Agelena gonzalezi Schmidt, 1980
- Agelena hirsutissima Caporiacco, 1940
- Agelena howelli Benoit, 1978
- Agelena incertissima Caporiacco, 1939
- Agelena inda Simon, 1897
- Agelena injuria Fox, 1936
- Agelena jaundea Roewer, 1955
- Agelena jirisanensis Paik, 1965
- Agelena jumbo Strand, 1913
  - Agelena jumbo kiwuensis Strand, 1913
- Agelena keniana Roewer, 1955
- Agelena kiboschensis Lessert, 1915
- Agelena koreana Paik, 1965
- Agelena labyrinthica (Clerck, 1757) (Gewone doolhofspin)
- Agelena lawrencei Roewer, 1955
- Agelena limbata Thorell, 1897
- Agelena lingua Strand, 1913
- Agelena littoricola Strand, 1913
- Agelena longimamillata Roewer, 1955
- Agelena longipes Carpenter, 1900
- Agelena lukla Nishikawa, 1980
- Agelena maracandensis (Charitonov, 1946)
- Agelena mengeella Strand, 1942
- Agelena mengei Lebert, 1877
- Agelena moschiensis Roewer, 1955
- Agelena mossambica Roewer, 1955
- Agelena nairobii Caporiacco, 1949
- Agelena nigra Caporiacco, 1940
- Agelena nyassana Roewer, 1955
- Agelena oaklandensis Barman, 1979
- Agelena orientalis C. L. Koch, 1837
- Agelena poliosata Wang, 1991
- Agelena republicana Darchen, 1967
- Agelena sangzhiensis Wang, 1991
- Agelena satmila Tikader, 1970
- Agelena scopulata Wang, 1991
- Agelena secsuensis Lendl, 1898
- Agelena sherpa Nishikawa, 1980
- Agelena shillongensis Tikader, 1969
- Agelena silvatica Oliger, 1983
- Agelena suboculata Simon, 1910
- Agelena tadzhika Andreeva, 1976
- Agelena tenerifensis Wunderlich, 1992
- Agelena tenuella Roewer, 1955
- Agelena tenuis Hogg, 1922
- Agelena teteana Roewer, 1955
- Agelena tungchis Lee, 1998
- Agelena zorica Strand, 1913
- Agelena zuluana Roewer, 1955